# پلهام (جورجیا)
پلهام، جورجیا (به انگلیسی: Pelham, Georgia) یک شهر در ایالات متحده آمریکا با جمعیت ۳٬۸۹۸ نفر است که در جورجیا واقع شده‌است.

## موقعیت جغرافیایی
موقعیت جغرافیایی شهرها و مناطق اطراف به شرح زیر است: